# 马克·察贝尔
马克·察贝尔（德語：Mark Zabel，1973年8月12日—），德国男子皮划艇运动员。他曾代表德国参加1996年、2000年和2004年夏季奥林匹克运动会皮划艇比赛，获得一枚金牌和二枚银牌。